# FKムラドスト・ドボイ・カカニ
FKムラドスト・ドボイ・カカニ（FK Mladost Doboj Kakanj）は、ボスニア・ヘルツェゴビナのボスニア・ヘルツェゴビナ連邦カカニ・ドボイをホームタウンとするサッカークラブである。

## 歴史
1959年5月25日にカカニ郊外のドボイで創設された。クラブの基となったのは3年前に創設されたサッカークラブ「ドボイ」(Doboj) である。
2009-10シーズンにカントナルナ・リーガ（県リーグ）で優勝、ドルガ・リーガFBiH・中央地域に昇格した。
2012-13シーズンにドルガ・リーガFBiH・中央地域で優勝、プルヴァ・リーガFBiHに初昇格した。
2014-15シーズンにプルヴァ・リーガFBiHで優勝、プレミイェル・リーガに昇格した。ムラドスト・ドボイ・カカニは2位で最終第30節を迎えたが、首位のGOŠKガベラに2-1で勝利して逆転優勝を果たした。
2017年にボスニア・ヘルツェゴビナカップ準決勝に進出したが、FKサラエヴォに1-1、2-3で敗れて決勝進出を逃した。

## 獲得タイトル
- プルヴァ・リーガFBiH：1回
  - 2014-15

- ドルガ・リーガFBiH：1回
  - 2012-13

## 過去の成績
| シーズン | ディビジョン         | ディビジョン | ディビジョン | ディビジョン | ディビジョン | ディビジョン | ディビジョン | ディビジョン | ディビジョン | カップ       |
| シーズン | リーグ               | 試           | 勝           | 分           | 敗           | 得           | 失           | 点           | 順位         | カップ       |
| -------- | -------------------- | ------------ | ------------ | ------------ | ------------ | ------------ | ------------ | ------------ | ------------ | ------------ |
| 2015-16  | プレミイェル・リーガ | 30           | 10           | 9            | 11           | 29           | 39           | 39           | 10位         | 準々決勝敗退 |
| 2016-17  | プレミイェル・リーガ | 32           | 8            | 13           | 11           | 42           | 45           | 37           | 8位          | 準決勝敗退   |
| 2017-18  | プレミイェル・リーガ | 32           | 11           | 9            | 12           | 42           | 44           | 42           | 8位          | 2回戦敗退    |
| 2018-19  | プレミイェル・リーガ | 33           | 12           | 7            | 14           | 36           | 45           | 43           | 6位          | 1回戦敗退    |
| 2019-20  | プレミイェル・リーガ | 22           | 4            | 6            | 12           | 21           | 35           | 18           | 10位         | 2回戦敗退    |
| 2020-21  | プレミイェル・リーガ |              |              |              |              |              |              |              | 位           |              |